# O Cristal Encantado
O Cristal Encantado (em inglês:  The Dark Crystal) é um filme de aventura e fantasia sombria com fantoches dirigido por Jim Henson e Frank Oz.O filme foi produzido pela ITC Entertainment e Henson Associates e distribuído pela Universal Pictures. O enredo gira em torno de Jen, um Gelfling em uma missão para restaurar o equilíbrio do mundo de Thrae precisa derrotar o governante Skeksis, e para isso precisa restaurar um poderoso cristal quebrado.
Foi comercializado como um filme familiar, mas era notavelmente mais "Dark" do que os filmes anteriores de Jim como os muppets. The Dark Crystal foi produzido por Gary Kurtz, enquanto o roteiro foi escrito por David Odell, com quem Henson trabalhou anteriormente como roteirista do The Muppet Show. A trilha sonora do filme foi composta por Trevor Jones. O filme recebeu críticas mistas em seu lançamento mas com o passar do tempo as críticas ficaram mais positivas; embora tenha sido criticado por seu tom mais sombrio e dramático em contraste com os filmes anteriores de Henson, foi elogiado por sua ousadia, estética e personagens, e desde então conquistou entre o público status de cult.
Uma prequela em formato de série chamada The Dark Crystal: Age of Resistance foi lançada na Netflix, a série se passa 25 anos antes dos acontecimentos do filme.

## Sinopse
Há uns mil anos o cristal se espatifou, e seus mestres UrSkeks se partiram nos doces Místicos e nos agressivos Skeksis. Uma profecia escrita diz que se um Gelfling manipula o cristal, a paz será restaurada e os UrSkeks reunidos. Devido a este fato, os Skeksis pegam, esfolam e matam todos os Gelflings.
O último Gelfling sobrevivente de Thra chamado Jen foi salvo e adotado pelos Místicos. Jen é chamado por seu mestre morrendo para uma jornada para manipular o cristal. Com o cristal sob o poder de Jen, a paz voltará a reinar; do contrário, os Skeksis reinarão para sempre. Em sua jornada para o Castelo do Cristal, Jen faz amizade com Kira, uma outra Gelfling. Os dois se apaixonam e assim partem para uma batalha contra os Skeksis.

## Elenco[6]
- Stephen Garlick: Jen (manipulado por Jim Henson e Karen Prell)
- Lisa Maxwell: Kira (manipulado por Kathryn Mullen)
- Billie Whitelaw: Aughra (manipulado por Frank Oz e Jim Henson)
- Percy Edwards: Fizzgig (manipulado por Dave Goelz)
- Barry Dennen: SkekSil, Podling 1
- Michael Kilgarriff: SkekUng (manipulado por Dave Goelz)
- Jerry Nelson: SkekZok, SkekSo (manipulado por Jim Henson)
- Thick Wilson: SkekAyuk (manipulado por Louise Gold)
- Brian Muehl: SkekEkt (manipulado por Steve Whitmire)
- John Baddeley: SkekOk (manipulado por Kathryn Mullen)
- David Buck: SkekNa (manipulado por Mike Quinn)
- Charles Collingwood: SkekShod (manipulado por )
- Steve Whitmire: SkekTek
- Sean Barrett: UrSu (manipulado por Richard Hunt)
- Mike Iveria: Podling 2 (manipulado por Karen Prell)
- Patrick Monckton: Podling 3 (manipulado por Dave Goelz)
- Sue Wetherby: Podling 4 (manipulado por Frank Oz)
- Joseph O'Conor: Narrador, UngIm

## Produção

### Desenvolvimento
"O núcleo espiritual de The Dark Crystal é fortemente influenciado por Seth. Sempre achei que a ideia de seres perfeitos divididos em uma parte mística boa e uma parte materialista maligna, que são reunidas depois de uma longa separação, é a resposta de Jim aos ensinamentos desse livro. Jim admitiu que ele mesmo não entendia o livro e que todos iriam entender - ou não entenderiam - à sua maneira. Mas ele achou que isso abriu uma maneira totalmente diferente de olhar a realidade, o que eu acho que foi um de seus objetivos ao fazer o Cristal encantado."
- O Roteirista David Owel.
A inspiração de Henson para os aspectos visuais do filme veio por volta de 1975-1976, depois que ele viu uma ilustração de Leonard B. Lubin em uma edição de 1975 da poesia de Lewis Carroll mostrando crocodilos vivendo em um palácio e usando vestes e joias elaboradas. As raízes conceituais do filme estão na curta vida de Henson, The Land of Gorch, que também aconteceu em um mundo estranho sem personagens humanos. De acordo com o co-diretor Frank Oz , a intenção de Henson era "voltar às originais trevas dos contos de fadas de Grimms ", pois ele acreditava que não era saudável para as crianças nunca ter medo dos contos deles.
Henson formulou suas ideias em uma história de 25 páginas que intitulou The Crystal , que escreveu enquanto estava preso pela nevasca em um hotel de aeroporto. O conceito original de Henson foi definido em um mundo chamado Mithra, uma terra arborizada com montanhas falantes, pedregulhos ambulantes e híbridos de planta animal. A trama original envolvia uma raça malévola chamada Reptustus, que assumiu o poder em um golpe contra os pacíficos Eunaze, liderado por Malcolm, o Sábio. O último sobrevivente dos Eunaze foi o filho de Malcolm, Brian, que foi adotado pelos Bada, os bruxos místicos de Mithra.
Este rascunho continha elementos no resultado final do filme, incluindo as três raças, os dois funerais, a busca, uma personagem secundária feminina, o Cristal, e a reunificação das duas raças durante a Grande Conjunção. "Mithra" foi posteriormente abreviado para "Thra", devido às semelhanças que o nome original tinha com uma antiga divindade persa. A personagem Kira também era chamada Dee.
A maioria dos tons filosóficos do filme foram inspirados em "Seth Material" de Jane Roberts. Henson manteve várias cópias do livro Seth Speaks e insistiu que Froud e o roteirista David Odell o lessem antes de colaborar para o filme. Odell escreveu mais tarde que a linha de Aughra "Ele poderia estar em qualquer lugar então", ao ser informada por Jen que seu Mestre estava morto, não poderia ter sido escrita sem primeiro ter lido o material de Roberts.
Os relatos diferem quanto a quem construiu a linguagem e em que ela se baseou. Gary Kurtz afirmou que a língua Skeksis foi concebida pelo autor Alan Garner, que a baseou no Egito Antigo, enquanto Odell afirmou que foi ele quem a criou e que foi formada a partir de raízes indo-europeias. Essa ideia foi abandonada depois que o público de triagem de teste considerou as legendas muito desgastadas, mas o efeito original pode ser observado em cenas selecionadas nos vários lançamentos em DVD. A língua dos Podlings era baseada no servo-croata, com Kurtz observando que o público era fluente em polonês, Russo e outras línguas eslavas podem entender palavras individuais, mas não frases inteiras.

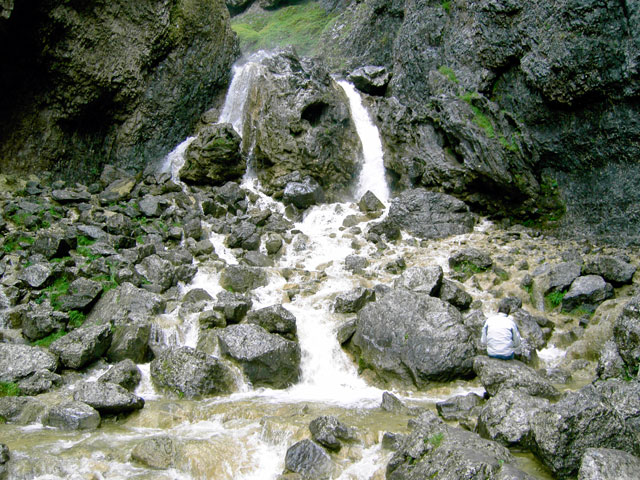
Gordale Scar, um dos locais usados nas filmagens

O filme foi rodado no Elstree Studios de abril a setembro de 1981, e as cenas externas foram filmadas nas Highlands escocesas ; Gordale Scar, North Yorkshire, Inglaterra; e Twycross, Leicestershire,  também na Inglaterra. Assim que as filmagens foram concluídas, o lançamento do filme foi adiado depois que Lew Grade vendeu a ITC Entertainment para Robert Holmes, que estava cético quanto ao potencial do filme, devido às reações negativas na prévia e à necessidade de re-dublar a trilha sonora do filme. O filme teve um mínimo de publicidade e lançamento até que Henson o comprou de Holmes e financiou seu lançamento com seu próprio dinheiro.

### Designer

O traje original dos Skeksis está em exibição no Center for Puppetry Arts em Atlanta na Georgia

Brian Froud foi escolhido como artista conceitual depois que Henson viu uma de suas pinturas no livro Once Upon a Time. Os personagens do filme são fantoches elaborados, e nenhum é baseado em humanos ou qualquer outra criatura terrestre específica. Antes de seu lançamento, The Dark Crystal foi anunciado como o primeiro filme de ação ao vivo sem nenhum ser humano na tela, e "uma vitrine para animatroniques de ponta á ponta".
As mãos e características faciais dos fantoches animatroniques do filme foram controlados com hastes e cabos relativamente primitivos, embora o controle de rádio mais tarde assumiu muitos dos movimentos mais sutis. Artistas humanos dentro dos fantoches forneciam movimento básico para as criaturas maiores, o que em alguns casos era perigoso ou exaustivo; por exemplo, as fantasias de Garthim eram tão pesadas que os artistas tinham que ser pendurados em uma prateleira a cada poucos minutos para descansar enquanto ainda estavam dentro das fantasias.
Ao conceituar os Skeksis, Henson tinha em mente os Sete pecados capitais, embora, como havia 10 Skeksis, alguns pecados tiveram que ser inventados ou usados duas vezes. Froud os projetou originalmente para se parecerem com os peixes de águas profundas, mas depois os projetou como "parte réptil, parte águia, parte dragão", com ênfase em dar-lhes um "olhar penetrante". Cada Skeksis foi concebido como tendo um "trabalho" ou função diferente, portanto, cada fantoche foi vestido em uma cor específica para refletir suas personalidades e processos de pensamento.
O personagem Fizzgig foi inventado por Frank Oz, que queria um personagem que desempenhasse a mesma função que o poodle Muppet Foo-Foo, explicando que, como Miss Piggy, o personagem Kira precisava de uma válvula de escape para seu lado carinhoso e protetor. O design do personagem foi feito para transmitir a ideia de um "repelente de namorados", para contrastar a ideia popular de que é mais fácil formar um vínculo com um membro do sexo oposto com a ajuda de um cachorro fofo.

### Trilha sonora
A trilha sonora do filme foi composta por Trevor Jones, que se envolveu na produção antes do início das filmagens. Jones inicialmente queria compor uma partitura que refletisse a estranheza das configurações usando instrumentos acústicos, eletrônicos e estruturas de construção. Isso foi descartado em favor de uma partitura orquestral executada pela Orquestra Sinfônica de Londres assim que Gary Kurtz se interessou no projeto, pois se sentiu que uma partitura incomum iria alienar o público. O tema principal do filme é uma composição dos temas de Skeksis e Mystics.

## Lançamento

### Bilheteria
The Dark Crystal foi lançado em 858 cinemas na América do Norte em 17 de dezembro de 1982 e terminou em terceiro lugar no fim de semana com uma receita bruta de 4 657 335 dólares, atrás de Tootsie e The Toy, tendo um desempenho melhor do que algumas pessoas esperavam.  Em seus finais de semana iniciais, teve um apelo limitado com alguns públicos por várias razões, incluindo preocupações dos pais sobre sua natureza sombria, já que Henson era conhecido por fazer filmes voltados para crianças como The Great Muppet Caper. Em seu terceiro fim de semana, ele subiu para o segundo lugar nacionalmente com uma receita bruta de $ 5.405.071 em 1.052 telas. Ganhou $ 40.577.001 em sua bilheteria, conseguindo virar um lucro. O filme se tornou o 16º filme de maior bilheteria de 1982 na América do Norte.

### Resposta crítica
O filme recebeu uma resposta mista em seu lançamento original, mas ganhou uma recepção mais positiva nos anos posteriores, tornando-se um dos filmes mais favoritos entre os fãs de Henson e de fantasia. Atualmente, ele mantém uma taxa de aprovação de 79% no agregador de críticas Rotten Tomatoes, com base em 47 comentários com uma classificação média de 6,5 / 10. Sob o consenso de que " A narrativa de O cristal encantado nunca faz jus ao esplendor visual do filme, mas continua sendo uma entrada admirávelmente criativa e intensa no cânone de Jim Henson." No Metacritic o filme tem uma aprovação de 66/100 numa escala de 0 à 100 indicando "análises geralmente favoráveis".
Kevin Thomas deu uma avaliação positiva no Los Angeles Times:" Ao contrário de muitas fantasias de tela, The Dark Crystal lança seu feitiço desde seus primeiros quadros e prossegue tão rapidamente que acabou antes que você percebesse. Você fica com a sensação de que acabou de acordar de um sonho." o brasileiro cinema com rapadura deu 7,5/10 ao filme e que "quando se fala de roteiro, algumas falhas são nítidas" mais que o filme ainda é "uma das mais belas fantasias infantis".

## Futuro

### Sequência cancelada
Durante a fase de desenvolvimento de The Dark Crystal, o diretor Jim Henson e o escritor David Odell discutiram ideias para uma possível sequência. Quase 25 anos depois, Odell e sua esposa Annette Duffy decidiram o que Odell poderia se lembrar dessas discussões para redigir um roteiro para The Power of the Dark Crystal. Genndy Tartakovsky foi inicialmente contratado em janeiro de 2006 para dirigir e produzir o filme através dos estúdios de animação The Orphanage, na Califórnia.
No entanto, diante de atrasos consideráveis, a Jim Henson Company anunciou uma série de mudanças significativas em um comunicado à imprensa de maio de 2010: Ela faria uma parceria com a Omnilab Media, com sede na Austrália, para produzir a sequência, o roteirista Craig Pearce retrabalhou o roteiro de Odell e Duffy, e a equipe de direção Michael e Peter Spierig estavam substituindo Tartakovsky. Além disso, o filme seria lançado em 3D estereoscópico.
Durante um painel realizado no Museu da Imagem em Movimento em 18 de setembro de 2011, para comemorar o legado de Jim Henson, sua filha Cheryl revelou que o projeto estava novamente em hiato. Em fevereiro de 2012, a Omnilab Media e os irmãos Spierig se separaram da Henson Company devido a questões orçamentárias; a produção do filme foi suspensa indefinidamente. Em maio de 2014, Lisa Henson confirmou que o filme ainda estava em desenvolvimento, mas ainda não começaram as filmagens.
No final das contas, os planos para um longa-metragem foram cancelados e o roteiro não produzido foi adaptado para uma série de quadrinhos de 12 edições, The Power of the Dark Crystal, da Archie Comics e BOOM! Studios, lançado em 2017.

### Prequela
Em 1 de julho de 2013, um anúncio foi feito pela The Jim Henson Company, em associação com Grosset e Dunlap (uma divisão de publicação do Penguin Group USA) de que eles realizariam um concurso chamado "Dark Crystal Author Quest" para escrever um novo romance Dark Crystal, como uma prequela do filme original. Seria ambientado no mundo Dark Crystal durante um Gelfling Gathering. O autor vencedor foi JM (Joseph) Lee de Minneapolis na Minnesota, cuja história, "O Anel dos Sonhos", foi selecionada entre quase 500 inscrições no concurso.
Em maio de 2017, foi anunciado que The Jim Henson Company em parceria com a Netflix produziria uma série prequela intitulada The Dark Crystal: Age of Resistance. As filmagens começaram no outono de 2017 com Louis Leterrier como diretor. A prequela foi escrita por Jeffrey Addiss, Will Matthews e Javier Grillo-Marxuach. A série tem dez episódios, e a série explora o mundo criado para o filme original. Em 21 de maio de 2019, foi anunciado que a série iria estrear em 30 de agosto de 2019.